# Quiara Alegría Hudes
Quiara Alegría Hudes (née en 1977) est une dramaturge, productrice, parolière et essayiste américaine. Elle est surtout connue pour avoir écrit le livre de la comédie musicale In the Heights (2007) et le scénario de son adaptation cinématographique. La première pièce de Hudes dans sa trilogie Elliot, Elliot, A Soldier's Fugue, est finaliste pour le prix Pulitzer 2007 du théâtre. Elle reçoit le prix Pulitzer 2012 pour le drame pour Water by the Spoonful, sa deuxième pièce de cette trilogie.

## Jeunesse
Quiara Alegría Hudes est née en 1977 à Philadelphie, en Pennsylvanie, d'un père juif et d'une mère portoricaine. Ils l'élèvent dans l'ouest de Philadelphie, où elle commence à écrire et à composer de la musique lorsqu'elle est enfant. Elle étudie à la branche Mary Louise Curtis de la Settlement Music School, prenant des cours de piano avec Dolly Krasnopolsky. Elle déclare que, bien qu'elle soit de « sang portoricain et juif », elle a été « élevée par deux parents portoricains ». Ses parents biologiques se séparent et son beau-père est un entrepreneur portoricain.
Hudes est diplômée de la Central High School de Philadelphie, puis étudie la composition musicale à l'Université Yale, où elle obtient son baccalauréat en 1999. Elle termine ses études supérieures à l'Université Brown, où elle obtient une maîtrise en écriture dramatique en 2004. Elle est écrivaine résidente à New Dramatists et ancienne Playwriting Fellow.
En 2012, elle est dramaturge invité à l'Université Wesleyan de Middletown, dans le Connecticut. Elle y revient en 2014, en tant que professeure Shapiro d'écriture et de théâtre jusqu'en 2017.

## Carrière
La production originale Off-Broadway de In the Heights reçoit le prix Lucille Lortel et le prix Outer Critics Circle pour la meilleure comédie musicale. Elle est nommée meilleure comédie musicale par le magazine New York, meilleure de 2007 par le New York Times et prix HOLA de l'Organisation hispanique des acteurs latins.
En 2010, elle est nommée Fellow par United States Artists. Le premier livre pour enfants de Hudes, In My Neighborhood, est publié par Arthur Levine Books, une marque de Scholastic Inc, en 2010.
Le 27 octobre 2011, Hudes est la première femme latine à être intronisée au Temple de la renommée des anciens de la Central High School. En octobre 2016, une nouvelle comédie musicale qu'elle a écrite avec la chanteuse/compositrice Erin McKeown intitulée Miss You Like Hell est jouée au La Jolla Playhouse, réalisée par Lear deBessonet et mettant en vedette Daphné Rubin-Vega.
La première pièce de Hudes, Yemaya's Belly, reçoit le prix Clauder d'écriture dramatique de la Nouvelle-Angleterre en 2003, le Prix Paula Vogel d'écriture dramatique et le Kennedy Center/ACTF Latina Playwriting Award.
Elliot, a Soldier's Fugue est finaliste du Prix Pulitzer en 2007.
Quiara Alegría Hudes collabore avec Lin-Manuel Miranda sur la comédie musicale In the Heights ; elle écrit le livret et il compose la musique et les paroles. Elle remporte le Tony Award 2008 de la meilleure comédie musicale et est finaliste pour le prix Pulitzer 2009 du théâtre dramatique. Hudes écrit également le scénario de l’adaptation cinématographique du même titre, dont la première a lieu en 2021.
En 2012, sa pièce Water by the Spoonful, qui revient sur les personnages d'Elliot, remporte le prix Pulitzer après sa première à la Hartford Stage Company,.
The Happiest Song Plays Last, le troisième de la trilogie Elliot, reçoit sa première mondiale au Goodman Theatre de Chicago le 13 avril 2013.